# Espalion
Espalion település Franciaországban, Aveyron megyében. Lakosainak száma 4607 fő (2022. január 1.). Espalion Bessuéjouls, Bozouls, Le Cayrol, Condom-d’Aubrac, Coubisou, Gabriac, Lassouts és Saint-Côme-d’Olt községekkel határos.

## Népesség
A település népességének változása:
| Lakosok száma | 3881 | 4733 | 4614 | 4511 | 4376 | 4545 | 4516 | 4601 | 4643 | 4607 |
|               | 1968 | 1982 | 1990 | 2006 | 2013 | 2015 | 2017 | 2019 | 2020 | 2022 |